# Голландская оккупация Анголы
Голландская оккупация Анголы — занятие вооружёнными силами Республики Соединённых провинций территории Португальской Западной Африки (ныне государство Ангола), произошедшее в 1641 году и продолжавшееся до 1648 года.

## Предпосылки
В первой половине XVII века колонии Португалии, принимавшей участие в ряде религиозных войн и войн за наследство по настоянию королей Испании, её союзницы, подверглись нападению со стороны государств, являвшихся противниками последней. Воинские формирования Республики Соединённых провинций, представлявшей собой наибо́льшую угрозу Испании, осуществили вторжение и ограбление территорий, входивших в состав Португальской Западной Африки. Также голландцам удалось заключить ряд договоров с представителями африканских государств, в том числе с королём Конго и правительницей Матамбы Зингой Мбанди Нголой, испытывавших на себе жестокое обращение со стороны колонизаторов. Они с радостью приняли предложение начать борьбу против португальцев с помощью одного из европейских государств, Нидерландов.

## Период оккупации

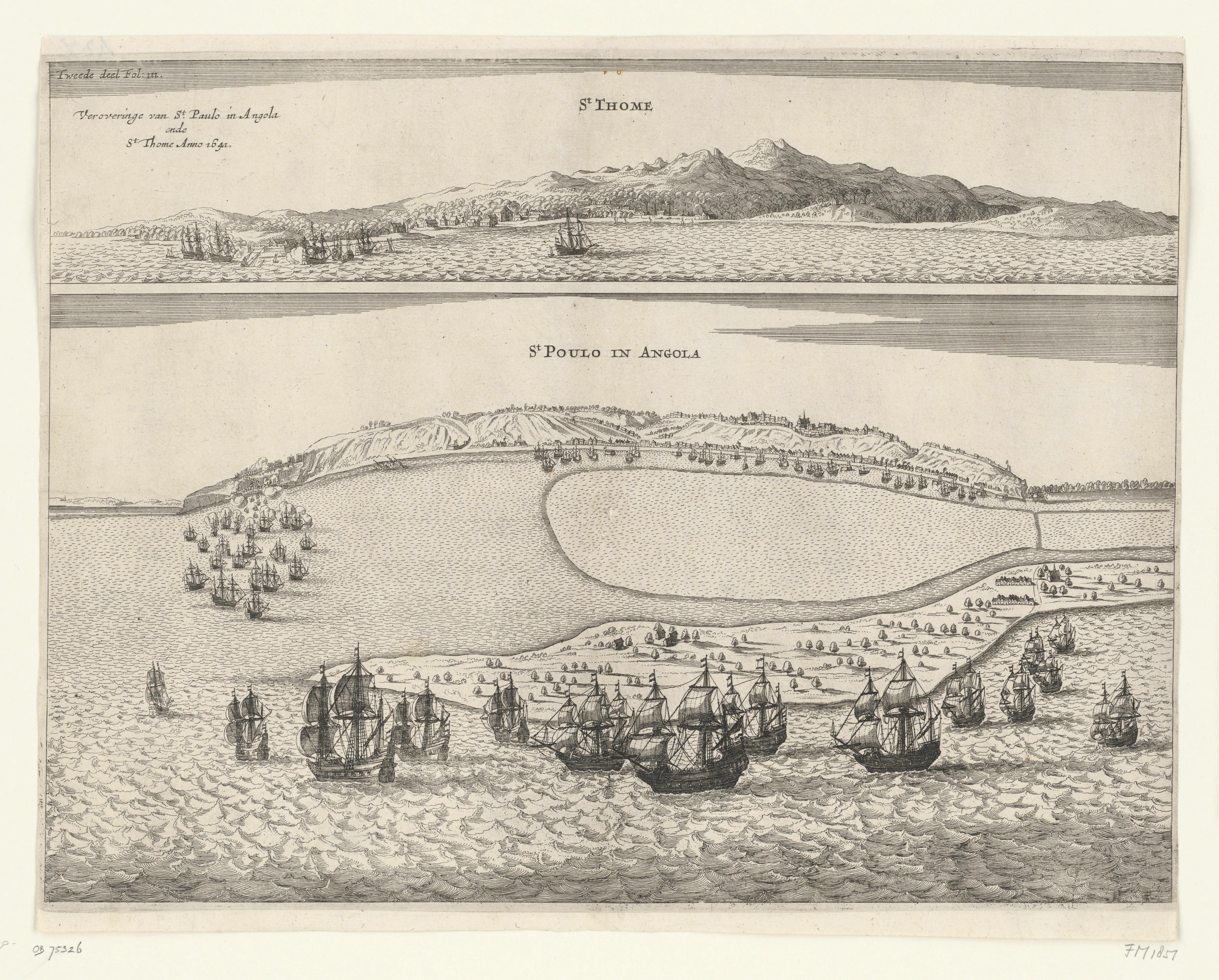
На ближнем плане столица Португальской Западной Африки Сан-Паулу-ди-Луанда, нынешняя Луанда.

С началом военных действий на заключительном этапе Нидерландской революции Португалия предприняла попытку установить дипломатические основания с Голландией. Однако, с точки зрения голландцев, им предоставлялась отличная возможность включить в состав своей колониальной империи ряд владений Португалии. В 1641 году голландцы заняли Луанду и Бенгелу. Губернатор колонии был вынужден спасаться бегством и впоследствии укрылся в форте Массангану. У португальцев отсутствовала возможность занятия голландских позиций, располагавшихся в прибрежных районах Анголы.

### Положение рабов в колонии
После подписания договора с Зингой, предоставлявшего ей ряд прав в аспекте сотрудничества с голландцами, был налажен вывоз огромного числа рабов из королевства Матамба. По словам нового губернатора Анголы, Луанда «была переполнена предназначенными для экспорта рабами».
В результате прекращения поступления рабов из Анголы в Бразилию по воле голландцев экономике колонии был нанесён огромный ущерб.

### Освобождение
Бразильские же колонисты, собрав необходимую сумму денег, сформировали экспедиционный корпус с целью вторжения в Голландскую Анголу и ликвидации её как колонии, чтобы затем её опять включить в состав Португалии. В мае 1648 года состоявший из голландцев гарнизон Анголы капитулировал. Согласно заключённому с бразильцами договору, с территории Анголы выводились все войска, находившиеся на её территории.
Согласно мнению ряда историков, после овладения Луандой Ангола превратилась в фактическую колонию Бразилии, что обуславливалось необходимостью поставки рабов для работы на сахарных плантациях Южной Америки.

## Последствия
В результате вхождения колонии вновь в состав Португалии с представителями королевства Конго по принуждению был подписан договор, противоречивший интересам конголезцев. Через некоторое время португальцы приняли решение об уничтожении королевства, а 29 октября 1665 года наголову разгромили армию Конго.
Ликвидировать же государство Ндонго, правительницей которого являлась Зинга Мбанди Нгола, сразу не удалось в силу присутствия у последней опыта ведения военных действий и активности в принятии решений. Благодарю наличию ума и хитрости в её характере Зинге удалось сохранить независимость народа мбунду, несмотря на понесённое в ходе одного из сражений поражение. После её смерти в 1663 году португальцы включили территории, на которых проживали мбунду, в состав своей колонии.